# Luis Cardei
Luis Cardei (* 3. Juli 1944; † 18. Juni 2000) war ein argentinischer Tangosänger.
Cardei, der Sohn eines Tangosängers der 1940er Jahre, wurde unter dem Namen Luisito bekannt. Er trat 25 Jahre lang mit dem Bandoneonspieler Antonio Pisano im Arturito im Stadtteil Parque Patricios von Buenos Aires auf.
Erst in den 1990er Jahren spielte Cardei mehrere Musikalben ein. Pino Solanas engagierte ihn für seinen 1998 erschienenen Film La Nube. 2000 starb Cardei an einer Hepatitis, die er sich bei einer Bluttransfusion zugezogen hatte.

## Diskographie
- De Madrugada 1994–95
- Que Te Pasa Buenos Aires?
- Simplemente Luisito
- Tangos de Ayer